# 富山慶典
富山 慶典（とみやま よしのり、1952年10月 - ）は、日本の研究者。群馬大学特別教授。東京都出身。専門は意志決定科学。

## 来歴・人物
- 1952年10月　東京都に生まれる
- 1976年3月　東京理科大学理工学部経営工学科卒業
- 1981年3月　東京理科大学大学院理工学研究科経営工学専攻修了
- 1981年4月　(株)社会環境システム研究所研究員
- 1982年4月　筑波大学文部技官
- 1988年4月　常磐大学専任講師
- 1993年4月　常磐大学助教授
- 1994年4月　群馬大学社会情報学部助教授
- 1998年4月　群馬大学社会情報学部教授
- 2018年4月　群馬大学特別教授兼名誉教授兼広報本部学生受入部門長[1]

1986年、日本行動計量学会学会賞優秀賞を受賞。

## 専門分野
- 図書館情報学
- 人文社会情報学
- 社会システム工学
- 安全システム

## 研究テーマ
- 電子民主主義の集合的判断形成モデルの構築
- 電子民主主義のジャパン・モデル構築に関する研究

## 著書

### 著書
- 『環境としての情報空間－社会的コミュニケーション・プロセスの理論とデザイン』 （アグネ承風社、2002年）
- 『輝けるゴールデン・シルバー』 （群馬県産業政策課「高齢社会における産業と企業のあり方」研究会報告書、2001年）
- 『福祉・生活関連サービス分野における高齢者の雇用・就業地域モデルの構築に関する研究』 （高年齢者雇用開発協会、2002年）

等

## 所属学会
- 政策情報学会
- 日本社会情報学会
- 数理社会学会
- 日本計画行政学会
- 日本社会情報学会
- 日本社会情報学会（副会長）
- 日本計画行政学会
- 日本社会情報学会
- 日本計画行政学会
- 数理社会学会
- 日本社会情報学会
- 日本地域学会
- 日本社会情報学会